# Breda Wilhelminasingel Vandtårn
Breda Wilhelminasingel Vandtårn er et tidligere vandtårn på Wilhelminasingel ved Wilhelminapark i Breda Centrum, Breda, Nord-Brabant, Holland. Tårnet er tegnet af arkitekt Jan Schotel og blev opført i årene 1893-1894.
Vandtårnet har en højde af 42 meter og har kapacitet på 500 m3. Tårnet blev i 1976 ombygget til kontorer.